# Thoristella chathamensis aucklandica
Thoristella chathamensis aucklandica es una subespecie de molusco gasterópodo de la familia Trochidae. 

## Distribución geográfica
Se encuentra en Nueva Zelanda